# Gerardo Parra
Gerardo Enrique Parra (né le 6 mai 1987 à Santa Barbara, Zulia, Venezuela) est un ancien joueur de champ extérieur de la Ligue majeure de baseball. 
Excellent joueur défensif, Parra a remporté le Gant doré en 2011 et 2013 et un prix Fielding Bible en 2013.

## Carrière

### Diamondbacks de l'Arizona
Gerardo Parra obtient en 2004 des Diamondbacks de l'Arizona son premier contrat avec une équipe des Ligues majeures. 

#### Saison 2009
Il joue son premier match dans les grandes ligues le 13 mai 2009, quelques jours après son 22e anniversaire de naissance. À sa première partie en carrière, il frappe un coup de circuit dès son premier passage au bâton, sur le troisième lancer de Johnny Cueto des Reds de Cincinnati. Il est le 100e joueur dans l'histoire des majeures à réussir cet exploit et le 2e dans l'histoire de la franchise après Alex Cabrera pendant la saison 2000. Parra frappe au moins un coup sûr à chacun de ses 17 premiers matchs, ce qui constitue la plus longue série de matchs avec au moins un coup sûr pour commencer une carrière dans l'histoire des Diamondbacks. Avec un point produit à chacun de ses cinq premiers matchs joués en carrière, il n'est que le 2e joueur en 30 ans à accomplir la chose, l'autre étant Mike Lansing avec les Expos de Montréal de 1993.
Il est utilisé principalement au champ gauche, mais aussi au champ droit à sa saison recrue et prend part à 120 parties. Il maintient une moyenne au bâton de ,290 à sa première année, avec 132 coups sûrs, dont 21 doubles, 8 triples et 5 coups de circuit. Il totalise 60 points produits et 59 points marqués.
Il est nommé recrue par excellence du mois de mai dans la Ligue nationale, et au terme de sa première saison dans les grandes ligues il prend le 8e rang du vote annuel déterminant la recrue de l'année, un prix décerné cette année-là à Chris Coghlan des Marlins de la Floride.

#### Saison 2010
En 2010, Parra frappe pour ,261 de moyenne au bâton en 133 parties. Il frappe trois circuits et produit 30 points.

#### Saison 2011

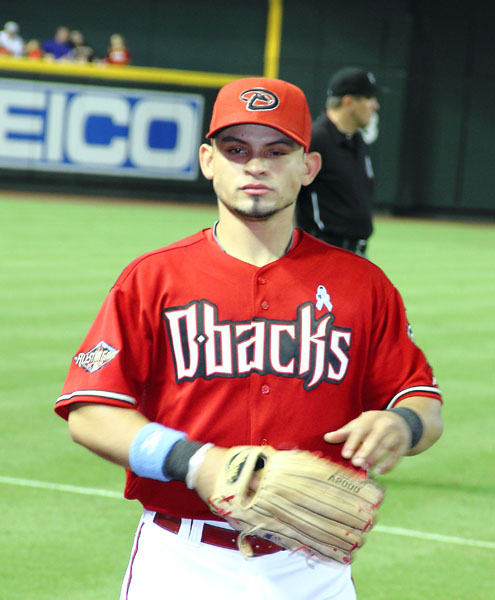
Gerardo Parra en 2011 avec les Diamondbacks.

En 2011, il hausse sa moyenne au bâton à ,292 en 141 parties. Il réussit 8 circuits et produit 46 points. Considéré comme l'un des trois meilleurs voltigeurs de la ligue en défensive, il remporte un Gant doré au terme de la saison. Il entre de nouveau dans le top 10 de la Ligue nationale pour les triples avec 8, ce qui égale son meilleur total en une saison. Il réussit 15 buts volés et n'est retiré qu'une seule fois en tentative de vol.
Jouant pour la première fois en séries éliminatoires, il obtient peu de succès dans la Série de divisions qui oppose les Diamondbacks aux Brewers de Milwaukee : seulement un double en 18 présences au bâton et 7 retraits sur des prises.

#### Saison 2012
En 133 matchs pour Arizona en 2012, Parra frappe 7 circuits, produit 36 points, en marque 58 et maintient une moyenne au bâton de ,273. Il égale son record personnel de 15 buts volés, établi en 2011, mais est aussi retiré 9 fois en tentative de vol, ce qui ne s'était produit qu'à une seule reprise l'année précédente.

#### Saison 2013
L'excellence de Parra en défensive est une fois de plus récompensée en 2013, alors qu'il termine premier dans les majeures, à égalité avec le joueur d'arrêt-court Andrelton Simmons des Braves d'Atlanta, avec 41 points sauvés (Defensive Runs Saved) en défensive. Il s'agit d'un nouveau record depuis que la statistique a été compilée depuis la première fois en 2003,. Parra gagne son premier prix Fielding Bible à titre de meilleur voltigeur de droite défensif du baseball majeur, et son second Gant doré au champ extérieur dans la Ligue nationale. 
À l'attaque, il réussit de nouveaux sommets en carrière de 79 points marqués, 10 circuits et 43 doubles, ce qui le place pour cette dernière statistique au 3e parmi les frappeurs de la Ligue nationale. Il produit 48 points, vole 10 buts et présente une moyenne au bâton de ,268 en 156 parties jouées.

### Brewers de Milwaukee
Les Diamondbacks, l'une des pires équipes des majeures en 2014, profite de la date limite des transactions pour expédier Parra aux Brewers de Milwaukee. Le 31 juillet, il y est en effet échangé contre deux joueurs de ligues mineures : le voltigeur Mitch Haniger et le lanceur gaucher Anthony Banda.

### Orioles de Baltimore
Le 31 juillet 2015, Milwaukee échange Gerardo Parra aux Orioles de Baltimore contre le lanceur droitier des ligues mineures Zach Davies.

### Rockies du Colorado
Joueur autonome après la saison 2015, Parra signe le 20 janvier 2016 un contrat de 27,5 millions de dollars pour 3 saisons avec les Rockies du Colorado.